# Taiarapu-Oeste
Taiarapu-Oeste es una comuna francesa situada en la subdivisión de Islas de Barlovento, que forma parte de la colectividad de ultramar de Polinesia Francesa.

## Composición
Está formada por la unión de las tres comunas asociadas de Teahupoo, Toahutu y Vairao, que abarcan una fracción de la isla de Tahití:
| Comuna asociada de Teahupoo   |                  |                  |                    |
| Fracción de la isla de Tahití | Población (2012) | Superficie (km²) | Densidad (hab/km²) |
| Teahupoo                      | 1289             | 57               | 23                 |
| Comuna asociada de Toahutu    |                  |                  |                    |
| Fracción de la isla de Tahití | Población (2012) | Superficie (km²) | Densidad (hab/km²) |
| Toahutu                       | 3566             | 21.9             | 163                |
| Comuna asociada de Vairao     |                  |                  |                    |
| Fracción de la isla de Tahití | Población (2012) | Superficie (km²) | Densidad (hab/km²) |
| Vairao                        | 2784             | 25.4             | 110                |

## Demografía
| Gráfica de evolución demográfica de Taiarapu-Oeste entre 1971 y 2012 |
|                                                                      |

Fuente: Insee